# Vampire Journals
Vampire Journals este un film american și românesc din 1997 regizat de Ted Nicolaou, un film spin-off al seriei Subspecies. A fost produs de Castel Film Romania și Full Moon Studios și a fost distribuit direct-pe-video de Full Moon Features, la fel ca restul producțiilor francizei.
Rolurile principale au fost interpretate de actorii Jonathon Morris, David Gunn și Kirsten Cerre.

## Prezentare
Vampire Journals (1997) este un spin-off al seriei de filme Subspecii, cu vampirul Ash. Vampire Journals îl prezintă pe Zachary, un vampir cu conștiință, care vânează linia de sânge a vampirului care l-a creat, Ash. După ce a fost martor la transformarea dragostei vieții sale într-un vampir, Zachary o distruge atât pe ea, cât și pe stăpânul său și pe fosta protejată a lui Ash, Serena. Zachary, înarmat cu sabia vrăjită a unui puternic ucigaș de vampiri numit Laertes, caută restul liniei genealogice a Serenei pentru a le stârpi. Zachary călătorește la București pentru a-l găsi pe Ash. Zachary folosește înclinația lui Ash pentru muzică și femei pentru a-l atrage în aer liber pentru a-l ataca. Ash pune ochii pe pianista Sofia, dar este împiedicat de Zachary în timpul primei sale încercări de a o lua pe Sofia. Se dezvăluie printr-o conversație între Ash și un prezicător că venirea lui Zachary era așteptată și că cei doi sunt destinați să se lupte; cu toate acestea, Ash va fi învingătorul. Ash nu renunță la Sofia și o angajează în clubul său de noapte. În următoarele câteva nopți, el o scurge de sânge, astfel încât să o poată transforma într-un nou ucenic. De asemenea, face o înțelegere cu Zachary: îi va oferi lui Zachary o consoartă, protecție împotriva Soarelui și îi va permite lui Zachary să o vadă pe Sophia dacă va părăsi orașul în noaptea următoare. În timp ce Ash se pregătește să o transforme pe Sofia, el îi dă lui Iris, în timpul zilei, cheia camerei lui Zachary, astfel încât ea să poată arunca corpul său adormit în lumina soarelui. Văzând că obsesia sa pentru Sofia va ruina ambele vieți, Iris îl eliberează pe Zachary. Dar Zachary ajunge prea târziu; Sophia a acceptat deja sângele lui Ash. Luptând împotriva unei Ash slăbit, Zachary și Sofia scapă din clubul de noapte. Ash îi urmărește, dar soarele care răsare devine o problemă. Zachary reușește să recupereze sabia și să-l omoare pe Ash, al cărui corp cade în razele Soarelui. Zachary și Sofia își găsesc apoi refugiul într-o clădire din apropiere.

## Distribuție
- Jonathon Morris	...	Ash
- David Gunn	...	Zachary
- Kirsten Cerre	...	Sofia
- Starr Andreeff	...	Iris
- Ilinca Goia	...	Cassandra (ca Ilinka Goya)
- Constantin Barbulescu	...	Vampire (as Costica Barbulescu)
- Mihai Dinvale	...	Dimitri
- Dan Condurache	...	Anton
- Mihai Niculescu	...	Walter
- Petre Moraru	...	General
- Rodica Lupu	...	Rebecca
- Floriela Grappini	...	Serena
- Diana Lupan	...	Angelica
- Maria Dimitrache-Caraman	...	Oracle (ca Maria Caraman)
- Elvira Deatcu	...	Dreamy Girl

## FrancizaSubspecies
- Subspecies (1991)
- Bloodstone: Subspecies 2 (1993)
- Bloodlust: Subspecies 3 (1994)
- Vampire Journals (1997)
- Subspecies 4: Bloodstorm (1998)